# Bailes de candil
Bailes de candil, antigua fiesta campesina andaluza y extremeña de baile en la que, aunque participaba principalmente la juventud, se hacía presente ‘la comunidad’, bien a través de las madres de las chicas que acudían, o bien –en el caso de las fiestas importantes- a través de algún personaje principal del pueblo o barrio, que asumía el papel de autoridad para dirimir posibles conflictos de orden. A principios del siglo XVIII se empieza a denominar a estas fiestas populares, así como a su música y aires bailables, como fandangos.

## Características
Los bailes de candil son fiestas especialmente ritualizadas, tanto que podemos trazar una serie de características que, salvando las variaciones de época y lugar, se repiten una y otra vez. Las ‘constantes’ de dichas fiestas son:
- La ocasión en que tenían lugar:

Las celebraciones festivas de la localidad (santos patronos, Navidades, etc.) o bien las largas noches de invierno, cuando la faena de trabajo en el campo era poca y la diversión escasa.
- El lugar de la reunión:

Cuando la fiesta se celebraba con ocasión de una festividad local, el lugar solía ser al aire libre, en una plaza o en un patio de vecinos que diera cabida a toda la comunidad que participaba. En el caso de las fiestas más seguidas y menos ritualizadas (las de fin de semana o las ocasionales de las noches de invierno), se disponía de la habitación más espaciosa de una casa particular, la de uno de los participantes en el baile, o más exactamente la de los padres de uno de los jóvenes interesados en organizarlo. Si las tardes eran de clima benigno, tenían lugar en los emparrados de las casas o cortijos.
- La autoridad de las fiestas:

Siempre hacían acto de presencia personas ‘respetables’ que debían controlar las reuniones de los jóvenes. Al menos se hacían presentes, por lo habitual, las madres de las chicas que acudían, que aunque no llegaran a bailar, vigilaban al tiempo que charlaban entre sí. En las fiestas especialmente ritualizadas (las de festividades locales) suele aparecer un personaje como presidente de la fiesta, alguien relevante socialmente, el alcalde de barrio p.e. A veces el cura acompañaba y jugaba también este papel. Cuando surgían conflictos (riñas por celos, provocaciones entre jóvenes, conflictos familiares), actuaban como autoridad de apelación y en principio su decisión era respetada por todos. Muchas veces decidían la expulsión de la fiesta de algún joven díscolo y que no respetara las normas no escritas.
- La petición de pareja:

La ‘finalidad’ principal de estas fiestas, admitida por todos, era la de entablar relaciones de amistad entre jóvenes de distinto sexo, junto con la diversión y la relación social. La manera de sacar un hombre a una mujer a bailar tenía sus convenciones, que variaban de un lugar a otro. Una de las más extendidas era dirigirse a la chica y pedirle ‘por favor’ bailar con él. La mujer no debía negarse inicialmente, pero si el joven no era de su agrado, ella se retiraba una vez bailadas una o dos coplas. Si mientras bailaban, un tercero quería entrar a bailar, debía dirigirse no a la mujer sino al hombre, y este debía acceder y retirarse. Si la mujer iba a gusto con el nuevo pretendiente, seguía. Si no, de nuevo declinaba. La iniciativa pues, era del hombre (aparentemente al menos) pero las decisiones ‘últimas’ de la mujer.
- El abrazo ritual:

Era práctica muy extendida que al final de cada sesión de coplas (tres o cuatro, las que en cada rato se cantaran seguidas,  después llegaban pequeños intermedios), cada bailaor tuviera derecho a dar un ‘abrazo ritual’ a la bailaora con la que hubiera bailado. Este no solía pasar de un estilizado poner los brazos sobre sus hombros, o algún gesto similar. Cuando el abrazo era más efusivo de lo que la convención mandaba, ‘la comunidad’ (alguno o alguna de los que observaba, p.e. un pariente de la chica, u otro pretendiente, rival del actor en cuestión) llamaba la atención. El desenlace variaba, desde la provocación de risas e hilaridad en los mejores casos, hasta las peleas a navajazos e incluso muertes. Niveles intermedios eran el intercambio de frases más o menos fuertes, o la expulsión, por parte de ‘la autoridad’ de algún díscolo en el sentir de todos. 
- La improvisación de coplas:

El trovo o improvisación directa de coplas dentro de los esquemas métricos, rítmicos y musicales más extendidos por tradición en cada lugar, aunque hoy es práctica residual, estuvo muy extendida en España hasta la primera mitad del siglo XX. Una de las principales ocasiones y momentos en que esta habilidad se ponía en juego era en estas fiestas, puesto que los bailes eran bailados al son de coplas cuya letra jugaba un papel primordial. Cada copla tenía una carga de significado muy precisa. Quien cantaba, pretendía expresar un sentimiento o un mensaje preciso a través de la copla y debía, o bien elegir una copla del acervo común, o bien improvisarla (si tenía esa capacidad) para decir cantando lo que quisiera. No pocas declaraciones amorosas se hacían a través de una copla improvisada, o aprendida previamente y preparada para cantarla cuando se presentara la ocasión. Cuando dos rivales se enfrentaban trovando coplas durante el baile, la tensión podía ir subiendo de tono hasta llegar a las manos. Lo habitual y deseable era que las coplas no pasaran de expresar requiebros de amor entre los jóvenes y coplas de contenido picaresco o burlesco o humorístico. Las declaraciones públicas de amor no solían llegar de improviso, pues las relaciones previas eran conocidas... El hombre solía tomar la iniciativa. La mujer, según su disposición, podía responder improvisando o acudiendo a coplas de aceptación, rechazo, dar largas... 
En la actualidad quedan restos de esta práctica: fiestas de enfrentamiento entre troveros, que improvisan coplas al son de fandangos (Alpujarras y Subbéticas andaluzas).
- El palo al candil (fines de fiesta violentos):

Por un motivo u otro, pero muchas veces porque el ambiente se caldeaba conforme pasaba el tiempo, o también para sacar ganancias de la oscuridad, el prolegómeno de los finales de estos bailes solía ser un corte de la luz provocado: algún hombre daba un palo al candil. O bien se hacía que el humo de la chimenea llenara la estancia... La literatura al respecto y los testimonios orales confirman lo habitual de estos finales de fiesta accidentados.
- Datos: Q5716720